# Montigny-en-Gohelle
Montigny-en-Gohelle è un comune francese di 10 091 abitanti situato nel dipartimento del Passo di Calais nella regione dell'Alta Francia.

## Società

### Evoluzione demografica
Abitanti censiti